# Jyotiraditya Scindia
Jyotiraditya Scindia, född 1 januari 1971 i Bombay, tillhör ledarskapet inom Indiska Nationalkongressen och han är sedan 2002 vald till Lok Sabha för valkretsen i Guna. Scindia är också till namnet maharaja i förra vasallstaten Gwalior efter sin bortgångne far Madhavrao Scindia. 
Scindia har studerat vid Harvard och Stanford varefter han även arbetat som investment banker på Merrill Lynch och Morgan Stanley.